# Гуабира (футбольный клуб)
«Гуабира́» (исп. Club Deportivo Guabirá) — боливийский футбольный клуб из города Монтеро.

## История
«Гуабира» была основана 13 апреля 1962 года рабочими сахарного завода «Гуабира́» (Ingenio Azucarero Guabirá).
В 1975 году клуб единственный раз в своей истории стал чемпионом Боливии. Это был предпоследний розыгрыш полупрофессионального Кубка Симона Боли́вара (исп. Copa Simón Bolívar), заменённого с 1977 года Профессиональной футбольной Лигой Боливии, одним из сооснователей которой стала «Гуабира».
В 1995 году «Гуабира» заняла второе место в профессиональном чемпионате страны. После этих двух успехов в 1976 и 1996 годах клуб представлял Боливию в Кубке Либертадорес.
В 2007 и 2009 годах «Гуабира» выигрывала Кубок Симона Боливара, который ныне выполняет роль 2-го эшелона в структуре лиг Боливии. В 2010—2012 годах клуб вновь выступал в элитном дивизионе чемпионата страны.
В 2010 году клуб выиграл Copa Aerosur del Sur, а в 2013 году Copa Cine Center del Sur.
В 2012 году команда вылетела из Профессионального дивизиона, по итогам трёх матчей уступив «Хорхе Вильстерманну».
В сезоне 2013/14 «Гуабира» возвратилась в элитный дивизион, но не сумела закрепиться в нём. В 2016 году клуб сумел выиграть дивизион Насьональ B и вернуться в Примеру.

## Достижения
- Чемпион Боливии (1): 1975
- Вице-чемпион Боливии (1): 1995
- Чемпион Второго дивизиона Боливии (4): 2007, 2009, 2012/13, 2015/16
- Обладатель Кубка Аэросур-дель-Сур/Cine Center (2): 2010, 2013
- Финалист Кубка Боливии[1] (3): 1978, 1982, 2000